# Sherwood Manor (Connecticut)
Sherwood Manor es un lugar designado por el censo ubicado en el condado de Hartford en el estado estadounidense de Connecticut. En el año 2000 tenía una población de 5,689 habitantes y una densidad poblacional de 702 personas por km².

## Geografía
Sherwood Manor se encuentra ubicada en las coordenadas 42°00′48″N 72°33′51″O / 42.01333, -72.56417.

## Demografía
Según la Oficina del Censo en 2000 los ingresos medios por hogar en la localidad eran de $56,641 y los ingresos medios por familia eran $62,019. Los hombres tenían unos ingresos medios de $46,118 frente a los $32,500 para las mujeres. La renta per cápita para la localidad era de $24,839. Alrededor del 1.6% de la población estaban por debajo del umbral de pobreza.